# 륌케르산

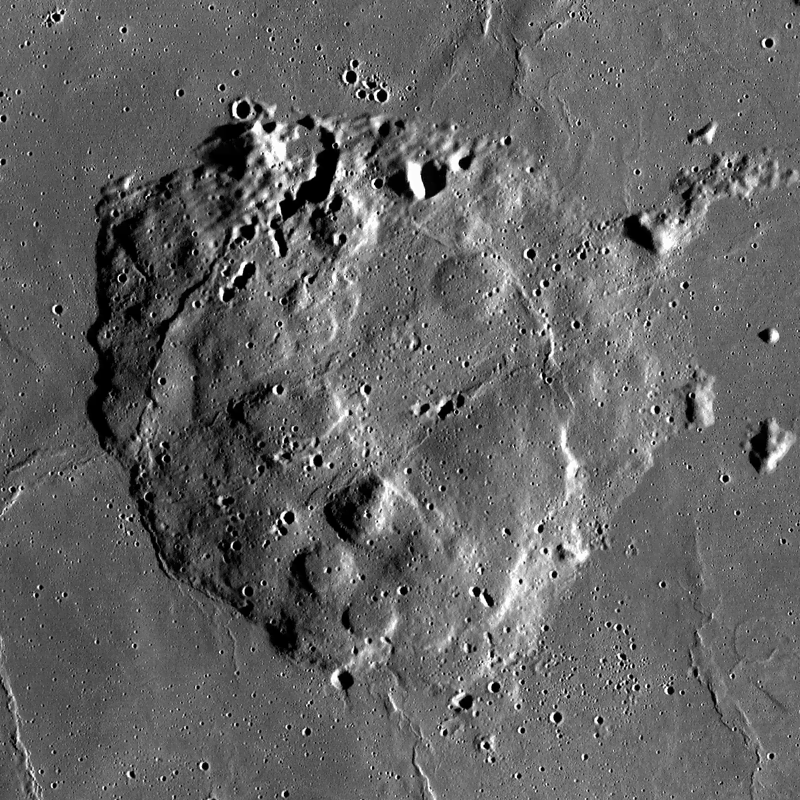
달 정찰 인공위성이 찍은 륌케르 산

륌케르산은 달의 전면 북서부, 셀레노그래픽 도법으로 북위 40.8 °, 서경 58.1 °에 위치한 고립 화산 지대로 중국의 창어 5호 우주선의 착륙 예정 지점이다. 이 산은 폭풍의 대양(Oceanus Procellarum)의 북부에 있는 커다란 융기된 언덕의 형상을 보여준다. 언덕의 지름은 70 킬로미터로 주변 평원보다 약 1,100 미터 높은 최대 고도까지 올라간다. 카를 L. C. 륌케르(Karl L. C. Rümker)의 이름을 따서 명명되었다.
륌케르 산에는 정상부위가 불룩하게 융기되어 있고 일부에는 작은 크레이터가 포함되어 있는 루나 돔(lunar dome)이 30개 모여있다. 이것들은 폭이 넓고 원형인데 높이가 수백 미터에 이르는 완만한 경사가 중간 지점까지 올라간다. 루나 돔은 방패 화산과 비슷하며 국소적인 분출구에서 용암이 분출된 후 상대적으로 천천히 냉각된 결과이다.
륌케르 산은 스카프(scarp)에 의하여 인접한 월면의 바다와 구분된다. 고원은 서부에서는 최대 고도 900 m이고, 남부는 1,100 m, 동부는 650 m이다. 륌케른 산의 표면은 비교적 균일하며 월면 바다 물질과 같은 강한 분광학적 특징을 보여 준다. 이러한 형태를 만들기 위해 분출 된 용암의 부피는 1,800 km3 로 예상된다.

## 같이 보기
- 고도에 따른 달의 산 목록